# 中島川
中島川（なかしまがわ）は、長崎県長崎市を流れ長崎港に注ぐ二級河川。江戸期には「大川」ともいわれていた。
多数の橋が架設されており、このうち、石造2連アーチ橋の眼鏡橋は国の重要文化財に、桃渓橋と袋橋（いずれも石造アーチ橋）は長崎市の有形文化財に指定されている。複数個所が護岸工事されており、川岸へ下りる階段も設置されているため、観光などの目的で歩くことも可能。放流されている鯉などを水辺から間近に見ることができる。

## 架設されている主な橋
江戸時代の石造アーチ橋は全て、人口が増加していた寛永から元禄期に掛けて架設されたものである。当初は屋根付きの木廊橋を生活道路、寺社の山門に通じる参道として架設されたものと考えられている。しかし木廊橋は洪水に弱く、大雨や台風で川が荒れるとそのたびに流失していた。1634年（寛永11年）黙子如定によって洪水にも耐えうる眼鏡橋が架設されると、その技術は派生して新しい石橋が架設されるに至り、木廊橋は石橋へと架け替えられて行った。石橋の架設技術は派生して新たな石橋への架設へと繋がり、普及したと考えられている。
最初は地名や架設者に由来した俗称で呼ばれ、江戸期には阿弥陀橋から銕橋までをそれぞれ第一橋から第十五橋と番号順に呼んでいたが、正式な名称は定められていなかった。現在の橋名の多くは1882年（明治15年）頃に当時の長崎区議長で漢学者の西道仙が選定したものといわれている。
| ★ 文化財指定 | 自動車通行可能 | 一方通行 |

一ノ瀬橋 ★ （交互通行）（北緯32度45分2.81秒 東経129度53分43.54秒 / 北緯32.7507806度 東経129.8954278度）
上流に架かる橋で、1653年（承応2年）5月に陳道隆（日本名潁川（えがわ）藤左衛門）によって架設された。古来より「いちのせばし」と呼ばれており、西道仙が一ノ瀬橋の名を定めた。
長崎市指定有形文化財、一の瀬口の一部であり、蛍茶屋電停のすぐ側にある路面電車車庫の裏手に位置する。欄干がセメントで補強され、橋脚保護のための根巻き工事が行われているものの、流失の記録はなくほぼ旧態を留めている。
古橋（ふるばし） ★ （交互通行）（北緯32度45分10.52秒 東経129度53分30.3秒 / 北緯32.7529222度 東経129.891750度）
中島川の上流、一ノ瀬川の支流鳴滝川に架かる橋。1654年（承応3年）3月に林守壂（りんしゅでん、日本名林仁兵衛）によって架設された。
元々は中川橋（なかごばし）という名前であったが、1918年（大正7年）に下流へ国道と橋が作られ、新しい橋に中川橋の名をつけたためこちらは古橋に改名された。崩落や流失の記録はないが、1メートル程度の底上げが行われており、文化財の本体は埋もれている。人力車通行のため、明治期に工事が行われたと考えられている。
中川橋（なかがわばし） ★  （北緯32度45分9.8秒 東経129度53分29.5秒 / 北緯32.752722度 東経129.891528度）
古橋（旧・中川橋）の下流に1918年（大正7年）に自動車交通に対応することを目的として新たに建設された橋。橋長14mの石造単アーチ橋。路面は舗装されているが、外観は建設時の姿を留めている。建設当時は既に鉄筋コンクリートによる橋に建設が進んでいたが、長崎市の出入口ということであえて石橋として建設されたものと考えられている。長崎の石橋文化の最後の近代石造橋としての価値が認められ、2009年11月に「国土の歴史的景観に寄与しているもの」として国の登録有形文化財に登録された。
阿弥陀橋（第一橋） （北緯32度45分5.07秒 東経129度53分7.06秒 / 北緯32.7514083度 東経129.8852944度）
1690年（元禄3年）11月、園山善爾が私費で石造アーチ橋を架設。純粋な日本人町人の寄付で賭けられた橋はこれが初めてとなる。
架設当初、橋のそばに阿弥陀堂があったため通称極楽橋、別名阿弥陀橋とされていたが、西道仙により阿弥陀橋の名前が定められた。1795年（寛政7年）の洪水で破損したという記録があるものの、完全な流失の記録はない。中島川の合流点よりも上流にあったため、洪水被害が小さかった可能性がある。長崎大水害後に架け替えられており、元の橋は移築復元のために解体して保管されている。
高麗橋 （北緯32度45分4.67秒 東経129度53分4.69秒 / 北緯32.7512972度 東経129.8846361度）
1652年（承応元年）12月に興福寺の檀徒で蘇州府出身の者らが寄付する形で石造アーチ橋を架設した。新高麗町（現在は伊勢町）に架かっており、西道仙により高麗橋と名付けられた。
中島川の合流点よりも上流にあり、崩落の記録はない。その後1866年（慶応2年）に麹屋町の池島正助が私費で架け替えを行い、その後1915年（大正4年に橋面をコンクリートで増設した記録が残されている。長崎大水害後に架け替えられ、元の橋は1993年（平成5年）に西山ダム下に移築復元された。移設された橋が長崎市指定文化財となっている。元の橋は水害以前から擬宝珠付きの柱を使用していた。
大手橋 （北緯32度45分10.47秒 東経129度53分3.5秒 / 北緯32.7529083度 東経129.884306度）
支流の堂門川に架けられており、古来は堂門橋と呼ばれていた。大手橋の名前は西道仙によるものだと考えられている。1690年（慶安3年）に唐通事高一覧の寄付で架設された。橋の上を市道（1934年（昭和9年）までは国道）が通っている。
合流点よりも上にあり、崩落の記録はないが、1721年（享保6年）の大洪水で破損し、掛り町の北馬町、南馬町、新大工町の三町によって修理された記録が存在する。現在は原型を留めておらず、下部のアーチ部分のみが残されている。
鎮西橋 （北緯32度45分9.25秒 東経129度53分3.11秒 / 北緯32.7525694度 東経129.8841972度）
1934年（昭和9年）に新国道34号の一部として支流の堂門川に架設された。長崎市東部へ向かうための主要道路を構成しており、バスや電車などもこの上を走る。現在、路面電車の諏訪神社電停はこの真上に位置している。
桃渓橋（ももたにばし） ★（交互通行、4トンまで）（北緯32度45分5.43秒 東経129度53分2.05秒 / 北緯32.7515083度 東経129.8839028度）
支流の堂門川に架けられている。1679年（延宝7年）に僧卜意が在留唐人の寄付を募って架設。河畔に桃の木が多かったことから桃渓橋または架設した人物にちなみ卜意橋と呼ばれていたが、西道仙により桃渓橋の名が定められた。
合流点よりも上にあり、1795年（寛政7年）に破損した記録があるものの、流失の記録はない。長崎大水害でアーチ部分を残して上部が流されたが、なるべく原石を回収する形で復元された。ただし橋銘石は発見できなかったため、被災前とほぼ同じ形で新造されている。
大井手橋 （北緯32度45分2.16秒 東経129度52分59.67秒 / 北緯32.7506000度 東経129.8832417度）
1698年（元禄11年）11月に岡正敏が施主となって架設された、大井手町に架かる橋。
合流点のすぐ下にあり、洪水で何度も流失している。1804年（文化元年）に架け替えられた橋が昭和期まで残り市の有形文化財に指定されていたが、長崎大水害によって流失した。現在の橋は唐津市小十の安山岩を使用して鉄筋コンクリート造の石張りで再架設された。車両通行の都合上、幅を4m弱から10m程度にまで広げ、近代式の橋として架設している。橋銘石は長崎市書作家協会の書家が揮毫を行っている。現在の橋は擬宝珠付きの柱を持つ高欄になっているが、水害被災前は角柱を用いていた。
網笠橋（北緯32度45分0.09秒 東経129度52分58.76秒 / 北緯32.7500250度 東経129.8829889度）
1699年（元禄12年）に岸村氏夫妻が架設。中島川の石造アーチ橋で最後に新設された橋である。橋の名前は西道仙の命名による。
大井手橋に次いで合流点に近く、何度か洪水による崩落や流失がある。1800年代に架け替えられたと思われる橋が昭和期まで残っており、市の有形文化財に指定されていたが、長崎大水害によって流失。現在の橋は小長井町帆崎の安山岩を使用してアーチ橋として再架設された。長崎市書作家協会の書家が橋銘石に揮毫を行っている。現在の橋は擬宝珠付きの柱を持つ高欄になっているが、水害被災前は角柱を用いていた。
古町橋（北緯32度44分57.9秒 東経129度52分57.93秒 / 北緯32.749417度 東経129.8827583度）
1697年（元禄10年）12月に河村喜兵衛と母妙了によって私費で架設された、古町に架かる橋。
洪水で何度か流失し、1803年（享和3年）8月に完成したと思われる橋が昭和期まで残り、市の有形文化財に指定されていたが、長崎大水害で流失。現在の橋は唐津市小十の安山岩を使用してアーチ橋として再架設された。長崎市書作家協会の書家が橋銘石に揮毫を行っている。現在の橋は擬宝珠付きの柱を持つ高欄になっているが、水害被災前は角柱を用いていた。
長崎大水害後の石橋復旧工事の際、なぜか80メートルほど上流で初代古町橋の親柱が発見された。なぜ上流にあったのかは分かっていない。
一覧橋（北緯32度44分56.04秒 東経129度52分56.52秒 / 北緯32.7489000度 東経129.8823667度）
1657年（明暦3年）5月に唐通事高一覧が寄付を募って架設した。橋の名前は西道仙がつけたものと考えられる。
洪水で何度か流失し、1801年（享和元年）に架け替えられたと思われる橋が昭和期まで残り、市の有形文化財に指定されていたが、長崎大水害で流失。現在の石造アーチ橋橋は再架設されたもの。再架設された橋は中国風を徹底しており、石材は中国福州市の花崗岩を使用、橋銘石の揮毫は福州市美術家協会の書家が行っている。現在の橋は擬宝珠付きの柱を持つ高欄になっているが、水害被災前は角柱を用いていた。
芊原橋（すすきはらばし）（北緯32度44分54.66秒 東経129度52分55.18秒 / 北緯32.7485167度 東経129.8819944度）
1681年8月以前（延宝9年）に石造アーチ橋架設の記録があるものの、誰が架設したかは分かっていない。中国系の人物であろうと推測されている。橋の周辺は草が生い茂っていた（芊々（せんせん）としていた）ことから西道仙が芊原橋と名付けた。
1804年（文化元年）に架け替えられたと思われる橋が一部コンクリート加工などを行われながらも昭和期まで残り、市の有形文化財に指定されていたが、長崎大水害により流失。唐津市菅牟田の石材を使用して鉄筋コンクリート造の石張りで再架設された。車両通行の都合上、幅を4m弱から10m程度にまで広げ、近代式の橋として架設している。橋銘石には長崎市書作家協会の書家が揮毫を行っている。現在の橋は擬宝珠付きの柱を持つ高欄になっているが、水害被災前は角柱を用いていた。
東新橋（ひがししんばし）（北緯32度44分52.75秒 東経129度52分53.22秒 / 北緯32.7479861度 東経129.8814500度）
1673年8月以前（寛文13年）に架設された記録があるものの、誰が架設したかは分かっていない。中国人であると推測されている。東に新橋町があったことから、西道仙により東新橋と名付けられた。
1800年（寛政12年）8月に架設された橋が昭和期まで残り、市の有形文化財に指定されていたが、長崎大水害により流失。唐津市なしがわの安山岩を使用してアーチ橋として再架設された。長崎市書作家協会の書家が橋銘石に揮毫を行っている。現在の橋は擬宝珠付きの柱を持つ高欄になっているが、水害被災前は角柱を用いていた。
魚市橋 （北緯32度44分51.12秒 東経129度52分51.38秒 / 北緯32.7475333度 東経129.8809389度）
1699年（元禄12年）に岡正恒が私費で建造。当初は石造アーチ橋であった。橋の名前は西道仙によるもので、近くに魚市場があったことに由来する。
水害が極めて酷い位置にあり、何度も流失や架け替えが行われている。1903年（明治36年）には鉄橋となり、1925年（大正14年）には鉄筋コンクリート造で橋脚を持ったT字型の橋に架け替えられている。また、2006年（平成18年）には拡幅工事が行われ、4メートルだった幅が9メートルになった。既存の高欄などをそのまま使用しており外観はほぼ維持されているが、橋脚は撤去された。
眼鏡橋（第十橋） ★（北緯32度44分49.82秒 東経129度52分48.31秒 / 北緯32.7471722度 東経129.8800861度）
1634年（寛永11年）に興福寺二代目住持の唐僧黙子如定により架設された、中島川で最も古い石造アーチ橋。1960年（昭和35年）に国の重要文化財に指定されている。西道仙が眼鏡橋と正式に命名しているが、それ以前からめがね橋と呼ばれていた。
度重なる洪水でも流失を免れたというのが通説とされる。長崎大水害でアーチ部分を残して崩落したが、その後元の姿へ復元された。復元工事の際に行われた解体調査で左岸側橋端に階段の跡が発見されたため、被災前までスロープであった橋端は旧態を復元すべく階段へと変更された。水害被災前から高欄には擬宝珠付きの柱が用いられている。
袋橋 ★ （北緯32度44分48.53秒 東経129度52分45.8秒 / 北緯32.7468139度 東経129.879389度）
架設者や架設時期などは不明。寛永年間（1624-1645）に架かっていた木廊橋を掛け替える形で架けられた模様。当時の町名で袋町に架かっており、袋町橋などと呼ばれていたが、西道仙により袋橋と名付けられた。
長崎大水害でアーチ部分を残して崩落したが、流失した元の石材を集めて活用しながら原形を復旧させた。水害被災前から高欄には擬宝珠付きの柱が用いられている。
常盤橋 （北緯32度44分47.18秒 東経129度52分43.15秒 / 北緯32.7464389度 東経129.8786528度）
常盤橋のある場所にはかつて古川橋という石造アーチ橋が架かっていたが、1912年（明治45年）に交通に不便ということから掛け替えが行われ、名前が常盤橋に改められた。
古川橋は1679年（延宝7年）に魏之琰（ぎしえん）が、それまであった木廊橋を掛け替える形で架設したもので、命名は西道仙による。
この常盤橋からその下流の賑橋にかけての地域は、1945年（昭和20年）8月9日にアメリカ合衆国が行った長崎市への原子爆弾投下での目標地点だった。しかし、当日は長崎市内が雲に覆われていたためにここへの目視投下ができず、結果として北西に3.4km離れた松山町に投下した。詳しくは上記項目を参照。その後、2012年（平成24年）に長崎市が同橋一体を含む中島川公園に、同地が投下目標地点だったと知らせる説明板を設置した。
賑橋（にぎわいばし） （北緯32度44分46.08秒 東経129度52分40.48秒 / 北緯32.7461333度 東経129.8779111度）
賑橋のある場所にはかつて榎津橋（えのきづばし）という石造アーチ橋が架かっていたが、1901年（明治34年）4月に架け替えられ、賑橋の名に改められた。
寛永年間（1624-1645）に木廊橋が架けられていたが、1666年（寛文6年）に石造アーチ橋へと架け替えられた。架設者は崇福寺の大檀越である何高材（がこうざい）だと推定されている。橋は当時の材木町から榎津町に架かっており、西道仙により榎津橋の名前が付けられた。橋は何高材の自宅の近くにあり、崇福寺へ通う道であったことが架設理由のひとつだと考えられている。
万橋（よろずばし） （北緯32度44分44.76秒 東経129度52分38.42秒 / 北緯32.7457667度 東経129.8773389度）
1678年（延宝6年）、京都の金屋喜右衛門が長崎にて起こした事件の贖罪として架設した橋。架設当初は石造アーチ橋であった。築町から萬屋町を結ぶ橋で、かつては萬屋町橋と呼ばれていたが、西道仙が萬橋と名付けた。
1801年（寛政8年）の洪水で崩落後、1801年（享和元年）に再架設された橋が大正時代まで使用されていたが、1915年（大正4年）にコンクリート橋に架け替えられ、その後も架け替えが行われている。現在の橋は2002年（平成14年）に架け替えられたもので、2003年度（平成15年度）のグッドデザイン賞を受賞している。
玉帯橋 ※現存せず
1651年（慶安4年）、大手橋と同時期に、支流の銅座川へ架設された石造アーチ橋。西道仙が命名した橋のひとつ。
現在の崇福寺停留場付近に架かっていたが、1936年（昭和11年）頃にコンクリート橋へ架け替えられたと見られる。周辺は現在暗渠化されており、橋は現存しない。
銕橋（くろがねばし・通称てつばし 第十五橋）（北緯32度44分40.98秒 東経129度52分35.7秒 / 北緯32.7447167度 東経129.876583度）
かつては大橋と呼ばれていた。1632年（寛永9年）に当時の長崎奉行竹中采女正（うねめのかみ）重義が木廊橋を架けたのを起源とする。その後洪水による損壊または流失が何度か記録されている。明治元年（1968年）、長崎製鉄所頭取本木昌造によって鉄製の橋へと架け替えられた。昭和6年（1931年）に鉄筋コンクリート橋へ架け替えられ、1990年（平成2年）に再度架け替えられ今に至る。
国道324号の一部を形成する歩行者専用橋で、浜町アーケードへとつながる。通常車が通ることはないが、構造としては車両を乗り入れることが可能となっている。
中央橋 （北緯32度44分39秒 東経129度52分34.4秒 / 北緯32.74417度 東経129.876222度）
1952年（昭和27年）11月架設。2006年（平成18年） - 2009年（平成21年）に掛けて架け替え。架け替えられた橋は2010年度（平成22年度）のグッドデザイン賞を受賞した。
県庁坂と浜の町・思案橋方面を一直線に結ぶ。車で長崎市南東部へ向かう幹線道路の一部を形成しており、交通量が非常に多い。すぐ側の交差点には架け替え前まで橋に差し掛かる形で×の字型の横断歩道橋が設置されていたが、架け替え工事の際に撤去された。
長久橋 （北緯32度44分37.58秒 東経129度52分32.28秒 / 北緯32.7437722度 東経129.8756333度）
1967年（昭和42年）3月架設。中央橋の隣に架設されている橋。長崎バスの新地ターミナル方面と長崎駅方面を結ぶ路線のルートとなっている。
出島橋  （北緯32度44分36.75秒 東経129度52分26.87秒 / 北緯32.7435417度 東経129.8741306度）
1890年（明治23年）に河口へ架設、1910年（明治43年）に現在地へ移設。
出島町から江戸町へ向かう一方通行の橋。土木学会の選奨土木遺産に認定されている。
出島表門橋
2017年（平成29年）2月架設。同年11月供用開始。
出島表門と対岸の江戸町を結ぶ橋。特殊な設計がなされており、歩行者がいないときは国の史跡である出島側の岸壁部分に負担がかからない構造になっている。平成29年度の土木学会田中賞受賞、2018年度（平成30年度）グッドデザイン賞受賞。
玉江橋 （北緯32度44分40.58秒 東経129度52分18.45秒 / 北緯32.7446056度 東経129.8717917度）
1969年（昭和44年）3月竣工。
大波止地区と出島地区をダイレクトに結ぶ橋で、国道499号の一部を形成する。
大波止橋 （北緯32度44分42.57秒 東経129度52分14.65秒 / 北緯32.7451583度 東経129.8707361度）
2000年（平成12年）3月竣工。
河口のすぐ手前に架かる橋。ショッピングセンター夢彩都と複合商業施設長崎出島ワーフを結ぶ。長崎くんちの交通規制区域となっており、期間中は橋の上に出店が置かれる。

## 中島川石造アーチ橋群
石造アーチ橋は17世紀に架設され、江戸期に架設されたものが昭和期まで残っており、眼鏡橋が1960年（昭和35年）に国の重要文化財、阿弥陀橋 - 袋橋までの石造アーチが1971年（昭和46年）に長崎市指定有形文化財に指定されていた。しかし1982年（昭和57年）の長崎大水害で江戸時代の橋は多くが被災し流失した。現在中島川中流から下流に架設されている石造アーチ橋のうち、桃渓橋、眼鏡橋、袋橋以外はすべて新しく架けなおされたものである。ただし、流失した橋の親柱は一部が架けなおされた橋の側に残されている。
| 西山ダムに移設復元された江戸期架設の旧高麗橋（長崎市指定有形文化財） |  | 西山ダムに移設復元された江戸期架設の旧高麗橋（長崎市指定有形文化財） |
| 西山ダムに移設復元された江戸期架設の旧高麗橋（長崎市指定有形文化財） |  |                                                                      |

## 人工的に曲げられた川
江戸時代以前、中島川は西浜町から新地町の側を流れて海へと流入していた。このとき川から運ばれた土砂が溜まるため、江戸時代には絶え間なく浚渫工事が行われていた。しかし明治時代になってから浚渫工事が行われなくなり、河口へ流れた土砂が出島にあった長崎税関付近の港湾主要部を埋めるようになった。問題解決のため当時の県令北島英朝により中島川の整備工事が行われ、1890年（明治23年）より中島川は流路を曲げて江戸町と出島の間を経由し港湾不要部へ流入するようになった。このとき、出島岸壁の埋め立て工事が行われ、出島は市街地と陸続きになった。

## 長崎水害による被害とその後の対策
1982年（昭和57年）の長崎大水害では江戸時代から残されていた多くの橋が流失、流失を免れた眼鏡橋なども一部半壊の被害を受けた。災害復旧の際、最初長崎県は防災の観点から川底の掘削と川の拡幅工事、それに伴う半壊した石橋群の撤去と石橋のあった場所に近代様式の橋を架設する提案を行った。しかし地元住民団体が文化的財産としての橋の保存を訴え反発したため、県は方針を変更し川の両側にバイパス水路を作ることによって川の拡幅による氾濫防止と石橋群の保存・再生を両立させる形となった。放流されていた鯉を水族館にて保護した上で重機による作業を実施。1983年（昭和58年）10月に眼鏡橋、続く1984年12月に袋橋と桃渓橋の復旧工事が完了し、残る6橋は1986年（昭和61年）5月に再架設された橋が開通した。復旧工事の際には自然石を使って景観に配慮しつつ護岸工事を行ったほか、川の流れを妨げにくくする対策として、流失した橋を従来より持ち上がりの大きい橋として設計している。この際、流失前は角柱だった6橋の高欄が擬宝珠付きの高欄となった。
バイパス水路は1988年（昭和63年）に右岸バイパスが建造された、左岸側は住宅街の立ち退きなどの問題があったため着工が大幅に遅れ2006年（平成18年）にようやくバイパス水路が建造された。バイパス水路には堰を設け、一定以上の水量になるまでは右岸バイパスへ水が流れるように設計されている。左岸バイパスの建造と同時に右岸バイパスの上には公園も作られた。更にバイパス水路完成後、2006年（平成18年）から2009年（平成21年）にかけて下流にある中央橋の橋脚撤去と橋桁を薄くする措置が取られた。
| 左岸の住宅立ち退き前（90年代頃）と、立ち退き後（2020年代）の眼鏡橋周辺 |  | 左岸の住宅立ち退き前（90年代頃）と、立ち退き後（2020年代）の眼鏡橋周辺 |
| 左岸の住宅立ち退き前（90年代頃）と、立ち退き後（2020年代）の眼鏡橋周辺 |  |                                                                        |

| 中島川とその両岸のバイパス水路（左：通常時、右：干潮時の河川増水状態） |  | 中島川とその両岸のバイパス水路（左：通常時、右：干潮時の河川増水状態） |
| 中島川とその両岸のバイパス水路（左：通常時、右：干潮時の河川増水状態） |  |                                                                        |